# Le Pacha (film, 1968)
Pour les articles homonymes, voir Pacha.
Pour plus de détails, voir Fiche technique et Distribution.
Le Pacha est un film franco-italien réalisé par Georges Lautner, sorti en 1968.

## Synopsis
L'inspecteur de police Albert Gouvion est chargé de convoyer une importante collection de bijoux d'une valeur inestimable.
Mais ayant des problèmes d'argent, Gouvion a renseigné sur l'opération et sur l'itinéraire emprunté par le fourgon, un truand perfide et dangereux, Marcel Lurat dit « Quinquin » 
Marcel Lurat et ses complices font sauter le fourgon blindé au bazooka avant de s'emparer du butin. Lurat élimine ensuite ses complices un à un, y compris Gouvion  et sa maîtresse (la soeur d'un des gansters). 
Le commissaire divisionnaire Louis Joss, supérieur et ami d'enfance de Gouvion veut le venger. Au cours de l'enquête il comprend que son vieux pote, (qu'il surnomme affectueusement « Albert, les galoches ») avait quelque chose à voir dans le hold-up. Il avait en effet le don de s'attirer les ennuis, toujours de pire en pire, en s'impliquant par faiblesse au milieu des gangsters pour impressionner et plaire à sa séduisante maîtresse, Nathalie Villar,  jeune et belle serveuse dans une boîte de nuit (au passage on imagine assez mal le couple Robert Dalban-Dany Carrel)
Le commissaire Joss entreprend de faire le ménage dans ces malfaiteurs du milieu parisien (le « mitan » en argot). Pour arriver à ses fins, il organise la confrontation de deux bandes rivales (dont l'une est dirigée par Quinquin et l'autre par Émile le Génois) en montant un piège dans le braquage d’un train postal. Dans la scène finale Joss tue lui-même Quinquin (sans témoin).

## Fiche technique
- Titre : Le Pacha
- Réalisation : Georges Lautner
- Scénario : Michel Audiard, Georges Lautner et Albert Simonin, d'après le roman de Jean Delion Pouce
- Dialogues : Michel Audiard
- Assistants réalisateur : François Audiard, Robin Davis, Paul Nuyttens, Alain Pacchiotti, Yves Ridard, Claude Vital
- Musique : Serge Gainsbourg (Requiem pour un con, Harley Davidson) et Michel Colombier (Batucada meurtrière, thème de l'attaque du fourgon)
- Photographie : Maurice Fellous
- Décors : Jean d'Eaubonne
- Décorateur : Raymond Gabutti assisté de Michel de Broin
- Son : Jean Rieul
- Montage : Michelle David
- Directeur de production : Robert Sussfeld et Roger De Broin
- Producteur délégué : Alain Poiré
- Production : Gafer, Gaumont, Rizzoli Films (Rome)
- Chorégraphie : Rita Renoir
- Cascades : Rémy Julienne, bagarres réglées par Henri Cogan
- Pays d'origine :  France,  Italie
- Langue : français
- Tournage : décembre 1967 - février 1968[2],[3]
- Box-office France : 2 050 211 entrées
- Distribution : Gaumont
- Format : Couleurs - 1,66:1 - Mono - 35 mm
- Genre : policier
- Durée : 82 minutes
- Date de sortie : 14 mars 1968 (France)
- Classification : interdit aux moins de 18 ans lors de sa sortie en salles en France[4], puis réévaluée en tous publics[5]
- Affiche : Charles Rau (France).

## Distribution
- Jean Gabin : le commissaire divisionnaire Louis Joss, dit « le Pacha »
- Dany Carrel : Nathalie Villar, la sœur de Léon, serveuse au « Hippie's »[Note 1]
- Jean Gaven : Marc, un inspecteur
- André Pousse : Marcel Lurat, dit « Quinquin »
- Félix Marten : Ernest, dit « le Feutré »
- Louis Seigner : Paul, le directeur de la police
- Robert Dalban : l'inspecteur Albert Gouvion
- Maurice Garrel : Léon Brunet, le receleur
- André Weber : Émile Vergnes, dit « le Génois »
- Pierre Koulak : Abdel Schmil, dit « le Coréen »
- Frédéric de Pasquale : Alfred, un inspecteur
- Gérard Buhr : Arsène Lumont, dit « le serrurier », un complice de Quinquin
- Louis Arbessier : le directeur de chez Boucheron
- Pierre Leproux : Druber, le gardien de la bijouterie
- Henri Déus : Léon Villar, le frère de Nathalie, dit « Léon de Lyon »
- Dominique Zardi : Horst Weiss, un homme de Quinquin, dit « Horst de Hambourg »
- Yves Arcanel : un inspecteur de la police judiciaire
- Yves Barsacq : le médecin légiste
- Christian Bertola : Donadieu
- Michel Carnoy : Malevin
- Michel Charrel : un consommateur chez Marcel
- Henri Cogan : Riton
- Germaine Delbat : madame Druber
- Michel Duplaix : un inspecteur de la PJ
- Noëlle Adam : Violette, une serveuse au « Hippie's »
- Marianne Comtell : Odile, une serveuse au « Hippie's »
- Serge Sauvion : l'inspecteur René
- Maurice Auzel : un homme de la bande d'Émile
- Pascal Fardoulis : un homme de la bande d'Émile
- Hervé Jolly : un homme de la bande d'Émile
- Jean Luisi : un homme de la bande d'Émile
- Pippo Merisi : un homme de la bande d'Émile (crédité Pipo Merigi)
- Georges Ranga : un homme de la bande d'Émile
- Henri Attal : un homme de la bande d'Émile
- Raoul Saint-Yves : le chef de gare de Troyes
- Philippe Vallauris : un inspecteur de la PJ
- Serge Gainsbourg : lui-même
- Léon Zitrone : lui-même
- Béatrice Delfe : une auxiliaire de police
- Marcel Bernier : le chauffeur de Brunet
- Yves Gabrielli : un homme de la bande à Quinquin
- Adrien Cayla-Legrand : un policier à l'enterrement
- Jean Sylvère : l'officier de police Marquet
- Rémy Julienne : un motard

- Véronique de Villèle : la femme blonde assise au bar
- Bernard Garet
- Carmen Aul : Une danseuse au « Hippie's »
- Rita Reaumur : Une danseuse au « Hippie's »
- Gérald Bruneau : Le hippie (non-crédité)
- Henri Gourdan : Le dessinateur à la P.J. (non-crédité)
- Corrado Guarducci : (non-crédité)
- Jean Martin : Un homme de la bande à Quinquin (non-crédité)

## Production

### Choix des interprètes
Le Pacha marque l'unique collaboration entre Jean Gabin et Georges Lautner. En 1963, Gabin était pressenti pour tourner dans Les Tontons flingueurs réalisé par Lautner. L'acteur voulait imposer son équipe de techniciens pour le film, ce que Lautner refusa, car il ne travaillait qu'avec l'équipe de ses débuts. Finalement, le rôle fut attribué à Lino Ventura. 
Le film marque aussi la reprise de la collaboration entre Gabin et le dialoguiste Michel Audiard, après une période de froid.
À noter, les apparitions de Serge Sauvion (l'acteur doublant Peter Falk dans la version française de la série policière Columbo) dans le rôle de l'inspecteur René, ainsi que celles du chanteur Serge Gainsbourg (lui-même), du cascadeur Rémy Julienne (un motard), du journaliste Léon Zitrone (le commentateur hippique) et de Véronique de Villèle (dans la boîte « Le Hippie's » au bar, quand le commissaire Joss demande Nathalie Villar à la barmaid).

### Tournage
Le tournage s'est déroulé :
- en Seine-Saint-Denis, au cimetière de L'Île-Saint-Denis
- dans l’Oise à la sucrerie de Beaurain près de Trumilly[6], Duvy, à Balagny-sur-Aunette, commune de Chamant
- en Val-de-Marne dans les studios de Saint-Maurice
- dans les Hauts-de-Seine à Gennevilliers (scène du bar du Coréen)
- à Paris
- dans l’Aube (la gare de Troyes)
- en Haute-Marne à Chaumont (la gare et son viaduc).

## Accueil

### Problèmes avec la censure
Une fois le montage bouclé, le film est présenté le 5 mars 1968 à la commission de censure, qui est ulcérée par la violence du film : non seulement par le fait que le personnage d'André Pousse, Marcel Lurat, dit « Quinquin », tue ses complices, mais aussi parce que le personnage de Gabin, Louis Joss, dit « le Pacha », un commissaire divisionnaire, tabasse « le Coréen » dans un bistrot et tue, sans sommation, Lurat. Pour la commission, il est impossible de montrer dans les salles de cinéma une telle vision de la police.
Georges Lautner ne se laisse pas démonter pour autant et se lance dans des discussions très poussées avec les producteurs et les censeurs pour soutenir son film. N'ayant pas obtenu gain de cause, il va organiser des rencontres radiophoniques faisant venir des jeunes qui racontent comment ils ont été maltraités par la police lors des interrogatoires. Au terme de cet affrontement, la censure va accepter de laisser passer un seul et unique coup de poing et de laisser la fin telle qu'elle est. Satisfait, Lautner révise le montage de son film en supprimant deux coups de poing de Gabin (les deux derniers qui envoient le suspect s'effondrer en sang à travers une vitre ; la séquence est néanmoins visible dans la bande annonce de l'époque).
Sur l'affiche promotionnelle du film, il est affiché « Interdit aux moins de 18 ans », classification de la commission de censure en raison de la violence. Il ne sera classé « interdit aux moins de 13 ans » par la commission de censure qu'après deux semaines d'exploitation, une fois que Lautner aura procédé à un remontage atténuant la brutalité du personnage de Gabin.
De plus, la censure s'attaquera à la chanson de Serge Gainsbourg, Requiem pour un con, en raison de sa vulgarité. Elle sera interdite de diffusion sur les ondes radiophoniques. Cette chanson bénéficiera d'une version remixée par Gainsbourg lui-même en 1991, en version électro-funky et ponctuées d’échantillons de ricanements de Serge Gainsbourg. Elle sortira le lendemain de sa mort et sera largement diffusée à la radio, en guise d'hommage.

### Critique
À sa sortie, Le Monde critique le film pour sa complaisance et sa vulgarité mais souligne la modernité et le côté américain du cadre.

### Box-office
Le film réalise 2 050 211 entrées en France lors de sa sortie, au 17e rang de l'année 1968. À comparer aux 14 695 741 entrées du Livre de la jungle et aux 6 828 626 entrées du Gendarme se marie.

## Autour du film
- Le film est monté en flash-back. Il commence avec les funérailles d’Albert et l’histoire est racontée depuis son début par le commissaire Joss, d’abord dans un monologue intérieur, avant de faire place aux scènes et aux dialogues du film.
- À la 17e minute, dans la scène du commissariat, on peut apercevoir parmi les photos des criminels de l'attaque du fourgon les photos de Michel Audiard (cinquième photo en haut du mur de droite) et Georges Lautner (première photo de la seconde rangée de photos en bas à gauche).
- Le surnom de « Jo les Grands-Pieds », cité par Albert Gouvion lors de son entrevue avec le commissaire Joss, est celui d'un ami de Jean Gabin ayant réellement existé.
- Neuf ans après Le Pacha, Audiard et Lautner adapteront au cinéma un autre roman de Laborde, Mort d'un pourri.
- Dans la scène du cabaret « Hippie's », la photo derrière la chanteuse est une affiche de cinéma, Un taxi pour Tobrouk, avec Lino Ventura, Charles Aznavour, Maurice Biraud et Germán Cobos.
- Le célèbre 36, quai des Orfèvres apparaît dans le film[10].
- Quand Nathalie répond à Joss qu'elle a « de la famille à Romorantin », il est possible que ce soit lié à la présence de véhicules Matra dans le film (530 et Djet), fabriqués dans la même localité.
- Pour les besoins du film, Jean Gabin devait prendre place dans une Matra Djet, petit coupé sport très profilé, qui fut réellement acheté à quelques exemplaires par la police pour les patrouilles sur autoroute à la fin des années 1960 ; découvrant l'engin sur le site du tournage, Gabin aurait déclaré à Lautner : « Tu ne vas quand même pas me faire monter dans ce suppositoire ? »[11] avant d'accepter, de plus ou moins bonne grâce.
- À un moment, Albert Gouvion/Robert Dalban dit qu'il a affronté les « bazookas » dans les Ardennes en 1939. En réalité, l'offensive allemande a lieu en 1940, et le bazooka n'a été inventé qu'en 1942.
- Le film comprend plusieurs références à Brigitte Bardot pour satisfaire Serge Gainsbourg[réf. nécessaire], dont un poster et la diffusion de la chanson Harley Davidson qu'il lui a composé. Le riff  de cette chanson initie d'ailleurs la musique principale, et est réinséré tout au long du film comme thème majeur.

## Répliques cultes
- « Oh, dans le fond, y'a pas de quoi pleurer ! Il revient tout simplement à Saint-Denis, Albert. Il revient après un grand tour inutile, c'est tout. Il va enfin pouvoir se reposer de toutes ses singeries, de toutes ses fatigues, chez lui, là, tout près de la Seine. Autrefois, avant que le béton vienne manger l'herbe, c'est là qu'on regardait passer les bateaux, tous les deux. On jouait à faire semblant de croire qu’elles partaient pour Shanghai, les péniches, ou qu'elles passaient sous le pont de San Francisco. Et lui, Albert, il a dû continuer longtemps à faire semblant de croire. À croire des trucs, des machins. C'est peut-être bien à cause de ça qu'il est mort. De ça, et de son béguin tordu. Tout le monde parle d'infarctus, de cirrhose, de cancer, mais moi je dis que la pire maladie des hommes c'est de donner tout son amour à une seule bonne femme » (Joss, monologue intérieur aux funérailles d’Albert, scène d’ouverture du film).

- « Je pense que quand on mettra les cons sur orbite t'as pas fini de tourner » (Joss à Gouvion).
- « Pourtant, c'était un drôle de colis, Albert, crois-moi ! Comme copain d'enfance, c'était pas le grand Meaulnes, fallait se le faire. Il n'a jamais arrêté de m'emmerder. Il a pris son élan à la communale. Comme il avait honte de ses galoches, il fallait que je lui prête mes pompes. Il pétait une chaîne de vélo, fallait que je lui répare. Après, c'était l'algèbre : c'est du cri, j'y comprends rien, qu'il disait. Alors j'étais obligé de me farcir ses problèmes. Parce qu'il a toujours eu des problèmes ce cave, t'entends ? Toujours, toujours ! Et de pire en pire ! Mais, qu'est-ce que tu veux, c'était mon pote ! » (Joss à Marc)
- « La mort de Louis XVI aussi ! » (Joss répondant à un inspecteur qui parle de « regrettable accident » après la découverte du corps d'Albert Gouvion).
- « Quand on tue un poulet, c'est fou ce qu'il y a de parties de poker qui s'organisent chez les voyous. » (Joss à Marc)
- «  Maintenant, je vais te dire quelque chose. L'un de nous deux bute l'autre. Toi on te raccourcit, moi on me félicite. J'sais bien que c'est injuste, parce que c'est injuste. Mais c'est comme ça. T'as contre toi quarante ans de bons et loyaux services et une vie exemplaire. » (Joss au Coréen)
- « J'évoque, j'balance pas ! » (réponse de Nathalie à Joss).
- « Le Albert a toujours eu la galipette maudite. Dix fois je l'ai arraché à des volailles incroyables. Mais je croyais tout de même qu'à 60 carats il avait écrasé, et ben je m'étais gouré. » (Joss à Nathalie)
- « - Eh ben, pour un quartier à la con, c'est un quartier à la con ! - Je te remercie.  - Pourquoi?  -J'y suis né. Albert aussi, d'ailleurs... il est vrai que ça a changé, hein.» (dialogue dans la voiture entre Marc et Joss)
- « Dis donc Ernest, entendons-nous bien (...) un casseur doublé d'une donneuse, tu voudrais tout de même pas que je t'embrasse, hein ? » (Joss à Ernest).
- « Oui, je sais, on vit dans un monde tranquille. Les peaux-rouges se flinguent entre eux tranquillement, Albert a été dessoudé tranquillement, et ton pote Émile va braquer un train postal tranquillement. Eh ben moi, tous tes pères tranquilles, j'en ai ras le fion ! » (Joss à l'inspecteur Marc).
- « On n'amène pas des saucisses quand on va à Francfort. » (Quinquin, à Nathalie).
- « T'aurais pu dire une rose quand on va sur la Loire, question de termes ! » (réponse de Nathalie à Quinquin).
- « Écoute Paul, moi, le mitan j'en ai jusque-là ! Cela fait quarante ans que le truand me charrie. Je l'ai digéré à toutes les sauces et à toutes les modes : en costard bien taillé et en blouson noir. Ça tue, ça viole, mais ça fait rêver le bourgeois et reluire les bonnes femmes. Elles trouvent peut-être ça romantique, mais moi pas ! Alors, j'ai pris une décision. Moi, les peaux-rouges, je vais plus les envoyer devant les jurés de la Seine. Plus de non-lieu ni de remise de peine : je vais organiser la Saint-Barthélemy du mitan. » (Joss au directeur de la police).
- « J'ai besoin de dix gars lundi ; ça tombe bien : c'est le jour de la lessive ! » (idem).
- « Tu sais, quand on cause pognon, à partir d'un certain chiffre, tout le monde écoute ! » (Joss à Nathalie).
- « C'est gentil d'avoir pensé à moi. Mais, vois-tu, j'vais au charbon seulement quand j'suis raide, et pour l'instant j'cherche pas d'embauche » (Quinquin, à Nathalie).
- « Albert les Galoches, la terreur des Ardennes, le bonheur des dames, mon pote !… L’empereur des cons… » (Joss, image finale du film)

## DVD / Blu-ray
En France, le film a fait l'objet de plusieurs sorties en DVD et Blu-ray.
- Le Pacha édition collector (coffret 2 DVD ; DVD-9/DVD-5) sorti le 25 juin 2003 édité par Gaumont et distribué par « Gaumont Columbia TriStar Home Video »[12]. Cette édition est de nouveau sortie le 1er mars 2008.
- Le Pacha édition single (coffret DVD-9) sorti le 26 mars 2008 édité par Gaumont et distribué par « Fox Pathé Europa »[13].
- Le Pacha (coffret DVD-9) sorti le 22 août 2012 édité par Gaumont et distribué par Fox Pathé Europa[14].
- Le Pacha (Blu-ray BD-50) sorti le 22 août 2012 édité par Gaumont et distribué par Fox Pathé Europa[15].